# Jenny Lorrain
Jenny Lorrain, née à Virton, le 30 décembre 1867 et morte à Ixelles, le 29 décembre 1943 est une sculptrice, médailleuse, violoniste et poétesse belge.

## Éléments biographiques

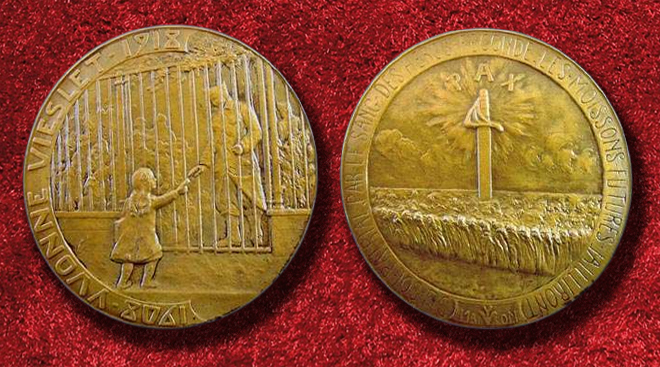
Médaille commémorative réalisée par Jenny Lorrain (1867-1943) pour financer l'ouverture d'un home éducatif féminin: la Maison Yvonne Vieslet à Bruxelles en 1925.

Jenny Lorrain est la deuxième fille d'une fratrie qui en compte cinq. Elle est la fille du professeur, pédagogue et écrivain belge, Thil-Lorrain (Michel Materne) et de Marie Hins. Elle grandit à Virton puis, en 1871, la famille s'installe à Verviers où elle demeurera jusqu'en 1890. De bonne heure, elle prend des cours de violon chez Henri Vieuxtemps et César Thomson dont elle réalisera plus tard les portraits sur médaillons. À douze ans, elle se produit déjà et remporte un premier prix. Ses premiers pas artistiques furent consacrés à l'écriture, le dessin et le modelage qu'elle apprend en autodidacte. En 1885, elle expose un buste d'enfant à Verviers, il est remarqué par Hippolyte Leroy. Entre 1889 et 1892, elle publie ses poèmes. En 1891, elle bénéficie d'une aide de l'état de 900 francs par an. Elle prend des cours de sculpture à Gand chez Hippolyte Le Roy. Elle se rend ensuite à Paris (1891-1896) où elle exerce différents métiers : aide-ménagère, violoniste, dessinatrice technique et artisan d'art. Elle fréquente l'Académie Julian. Elle prend des cours de dessin chez Gabriel Ferrier et Georges Girardot, des cours de sculpture chez Jean-Antoine Injalbert et Jean Dampt et suis des cours d'anatomie à l'école de médecine.
En 1892, elle expose son Écolière qui est cette fois remarquée par Constantin Meunier. Vers 1896, elle s'installe définitivement à Bruxelles. Elle y fréquente des cénacles avant-gardistes comme la Libre Esthétique.
Jenny Lorrain travaille une multitude de matériaux comme le bronze, le marbre, la pierre, le plâtre, l'ivoire, l'ébène, l'étain, la céramique ou le bois. Elle réalise des bustes, des plaquettes (comme celle de Rosa Piers musicienne et cantatrice), des portraits-médaillons comme ceux de Camille Lemonnier, du libre penseur Eugène Hins ou encore de l'écrivaine Marguerite Van de Wiele. Elle réalise également une insigne en argent pour le XVe Congrès international de la Libre Pensée tenu à Bruxelles en 1910 et une médaille pour l'Association des diplômés de l’École des Mineurs de Seraing en 1913.
Pendant la Première Guerre mondiale, elle frappe peu de médailles, en grande partie perdues ou détruites. La Bibliothèque royale de Belgique conserve, entre autres, des exemplaires de la médaille Infanzia in te si spera représentant le buste de l'enfant de l'organiste et musicologue italien Antonio Tirabassi, et une médaille portant le titre symbolique de Patates représentant un fraudeur de pommes de terre, un type bruxellois de la Grande Guerre. 
En 1919, elle réalise une monnaie pour le « Foyer de la femme », une association féminine belge à sympathie féministe.  
En 1925, elle réalise une médaille commémorative du martyre d'Yvonne Vieslet devant servir à financer un foyer pour jeunes filles à Bruxelles. Elle réalise également des vases et des bougeoirs,.

## Œuvres
- Buste d'Émile Verhaeren
- Buste d'Henri Vieuxtemps
- Fleur de bruyère
- Le grisou

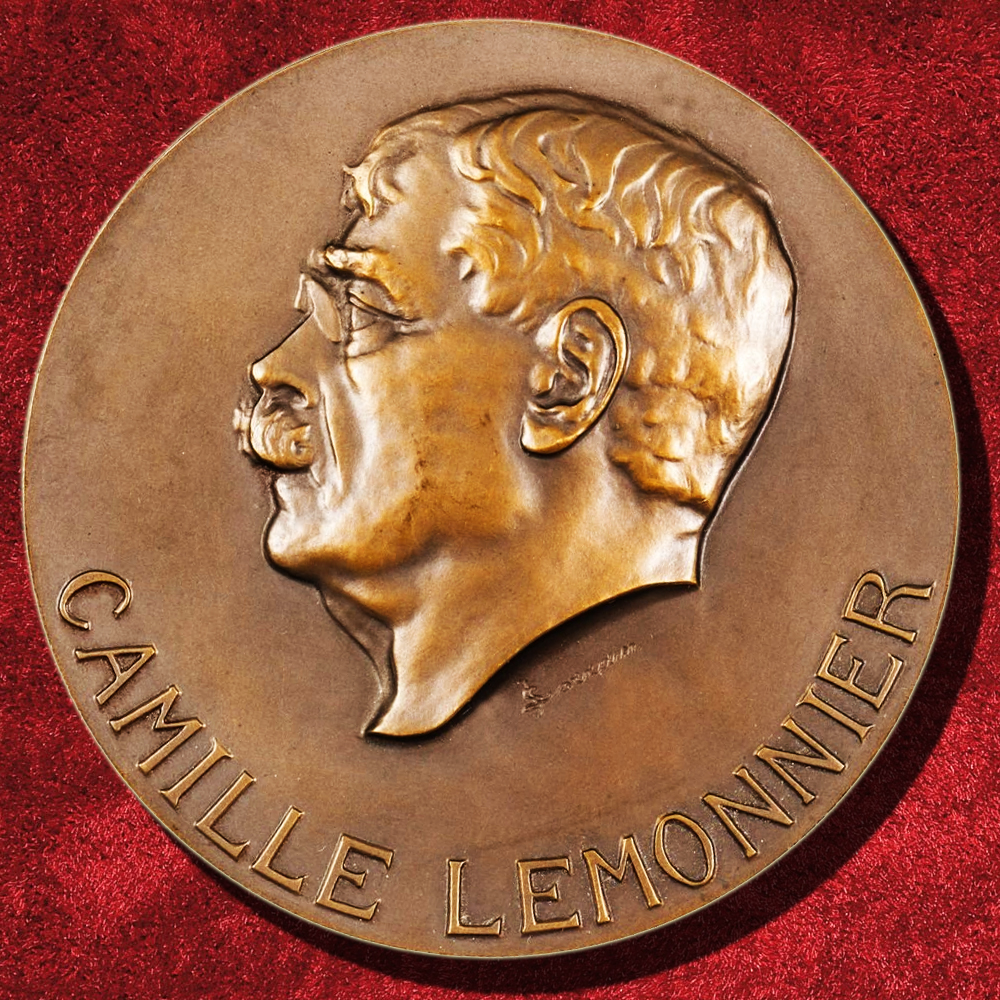
Médaille à l'effigie de Camille Lemonnier réalisée en 1942.

- le poète Gaston Heux, médaille, 1930.
- Camille Lemonnier, médaille 1942.

## Expositions
- 1885, Salon de Verviers
- 1889, Salon de Gand
- 1892
- 1895, Paris
- 1901, Salon de La Libre Esthétique
- 1902, Turin
- 1910
- 1913
- 1914, Bruxelles (Salon) : Rêve d'autrefois[10]
- 1921, Paris, Musée Galliéra, Exposition d'Art Belge
- 1924, Cercle Artistique et Littéraire, Waux-Hall, Bruxelles
- 1926, Verviers, exposition Des amis de la médaille d'art et de la gravure originale Belge
- 1933, Luxembourg, l'art colonial et exotique
- 1935, Nizza, L'art colonial.